# Лора Вандерворт
Лора Вандерворт (енгл. Laura Vandervoort; Торонто, 22. сетепмбар 1984) је канадска глумица. Најпознатија је по својим улогама Сади Харисон у телевизијској серији Рођена звезда, Арле Хоган у серији Хејвен, Каре Зор-Ел (Супердевојке) у серији Смолвил и као Лиса у научно-фантастичној серији Посетиоци.